# Operation X
Operation X er et dokumentarprogram på TV 2, der afdækker ulovligheder som f.eks. skattesvindel blandt store virksomheder og dyremishandling. Programmets vært er Morten Spiegelhauer.
Den mest omtalte udsendelse til dato bærer undertitlen Narret til porno. Heri afsløres med skjult kamera, hvordan en sikker chat-konsulent ansat ved Ringkjøbing Amt, Rudy Frederiksen, lokker unge piger til at deltage i pornografi mod løfter om penge og en modelkarriere. Programmet førte efterfølgende til varetægtsfængsling af chat-konsulenten.
Andre programmer i Operation X-serien har bl.a. været om Henrik Bruhn Kristensen.
Programmet anklages fra tid til anden for selv at bruge ulovlige metoder til at afsløre svindlere.
Programmet har været nomineret til Billed-Bladets prisuddeling TV-Guld i kategorien Årets bedste TV-dokumentar fire gange for udsendelserne: "Operation X - Narret til porno (2006)", "Operation X - På vandvognen" (2008), "Operation X - Korruption i kommunen" (2009) og "Operation X - Når ører bliver til kroner" (2010).